# مارك هامبتون
مارك هامبتون (بالإنجليزية: Mark Hampton)‏ هو مصمم ديكور ‏ أمريكي، ولد في 1 يونيو 1940 في إنديانابوليس في الولايات المتحدة، وتوفي في 23 يوليو 1998 في نيويورك في الولايات المتحدة.